# Sundby Sogn (København)
 For alternative betydninger, se Sundby Sogn. (Se også artikler, som begynder med Sundby Sogn)
Sundby Sogn er et sogn i Amagerbro Provsti (Københavns Stift). Sognet ligger i Københavns Kommune; indtil Kommunalreformen i 1970 lå det i Sokkelund Herred (Københavns Amt). I Sundby Sogn ligger Sundby Kirke.
Sundby Sogn udskiltes i 1878 fra Tårnby Sogn. 
I 1793 blev en del af Amagerbro (Sønderbro) overflyttet fra Tårnby Sogn til Københavns Kommune.
I 1895 blev Sundbyerne (Sundbyøster og Sundbyvester) udskilt fra Tårnby Kommune som en selvstændig kommune. Allerede i 1902 blev den nye kommune dog indlemmet i Københavns Kommune.
Filips Sogn (med Sundbyøster) blev udskilt fra Sundby Sogn i 1907. I 1935 blev Simon Peters Sogn (med Femøren og Femøren Station) udskilt fra Filips Sogn.
Højdevangs Sogn (mod sydvest) blev udskilt fra Sundby Sogn i 1935. 
I Sundby Sogn findes flg. autoriserede stednavne:
- en del af Amagerbro (bebyggelse)
- Sundbyvester (bebyggelse)
- Ørestad (bebyggelse)